# Troutman
Troutman – miasto w Stanach Zjednoczonych, w stanie Karolina Północna, w hrabstwie Iredell.